# Forêts, terres boisées et broussailles méditerranéennes
Localisation
Connu par le WWF sous le nom « forêts, terres boisées et broussailles méditerranéennes » ou « forêts sclérophylles », l’environnement méditerranéen correspond à un des 14 grands biomes répartis sur l’ensemble de la planète. On y retrouve près de 20 % des espèces de plantes répertoriées, formations de xérophytes sclérophylles et aphylles qui se sont adaptées au climat méditerranéen de ces régions.
Une importante adaptation de la végétation s’y est opérée : bas plafond, peu dense, peu verte, elle vit à un rythme ralenti et subit les aléas climatiques des régions méditerranéennes : une courte saison sèche, des précipitations irrégulières, des vents importants mais également le feu et les actions de l’homme qui continuent de dégrader encore plus ce biome qui a déjà perdu la moitié de ses terres potentielles.
Le terme sclérophylle provient du vocabulaire grec où il signifie à feuilles résistantes ce terme s’applique aux plantes méditerranéennes comme les oliviers ou les chênes verts, aux protéacées et a été appliqué à l’ensemble de la végétation méditerranéenne qui a dû s’adapter aux contraintes du climat local. Mais la majorité des plantes que l’on peut qualifier de sclérophylles se trouvent dans le bush australien.

## Répartition géographique

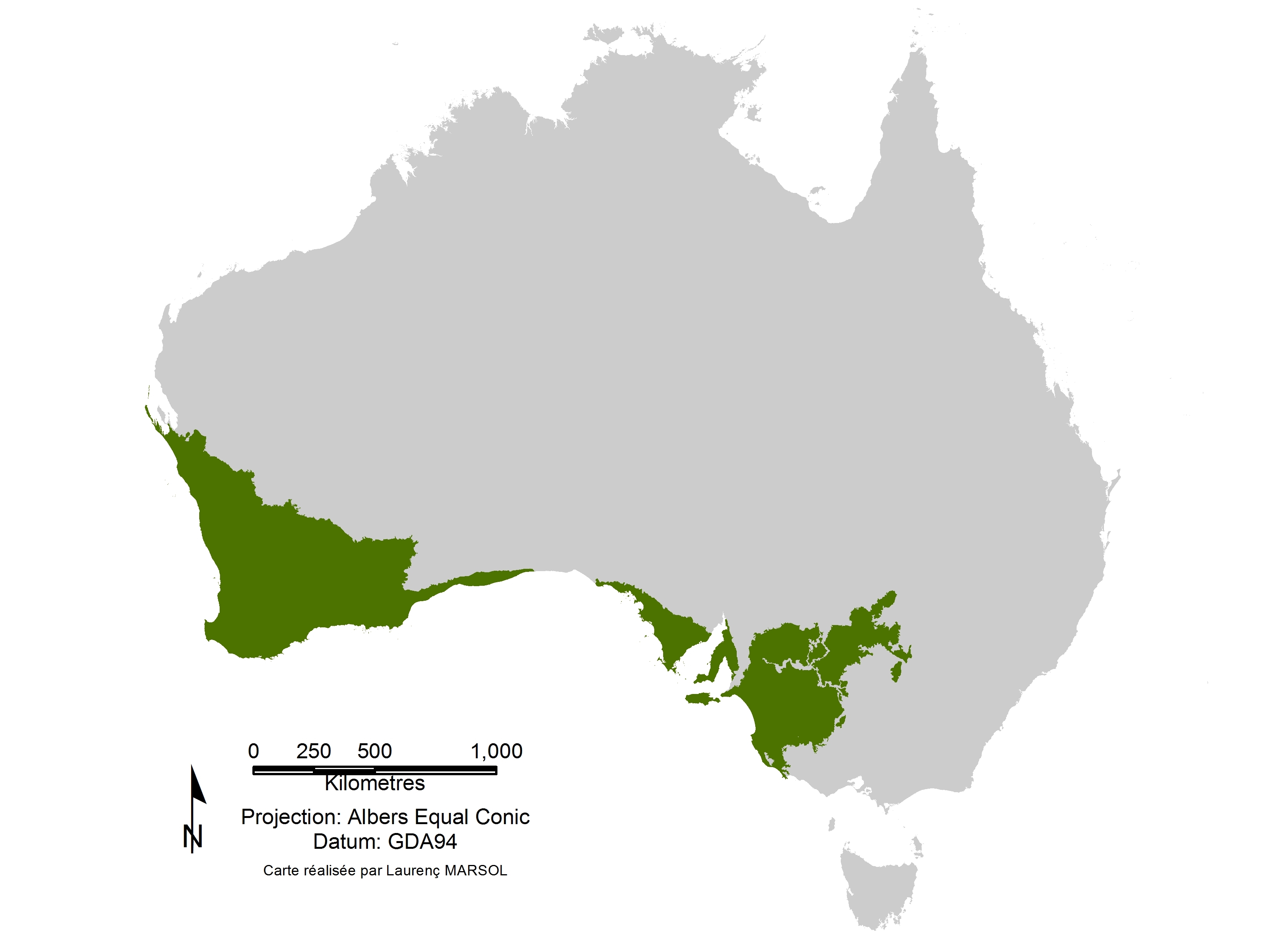
Forêts, boisements laches et matorrals méditerranéens du Sud-Ouest et du Centre-Sud d'Australie

Ce biome se situe dans les régions au climat méditerranéen telles que la Californie, le Chili, l’Afrique du Sud ainsi que le Sud de l'Australie.
Ces régions ne se situent qu’à l’ouest des continents, en partie en raison des vents d’ouest, qui apportent une relative douceur aux côtes en hiver.
Parmi les 200 écorégions les plus diversifiées du monde, on peut observer des forêts sclérophylles :
- dans l’Afrotropical : le fynbos d’Afrique du Sud ;
- dans l’Australasien : la brousse du Sud-Ouest et le mallee du Sud australiens ;
- dans le Néarctique : le chaparral californien ;
- dans le Néotropique : le matorral chilien ;
- dans le Paléarctique : dans le bassin méditerranéen.

Ces zones sont situées sous des latitudes de l’ordre de 30 à 45° et connaissent un climat tempéré chaud qui correspond à la transition entre les climats subtropicaux et les climats tempérés en général.

## Climat

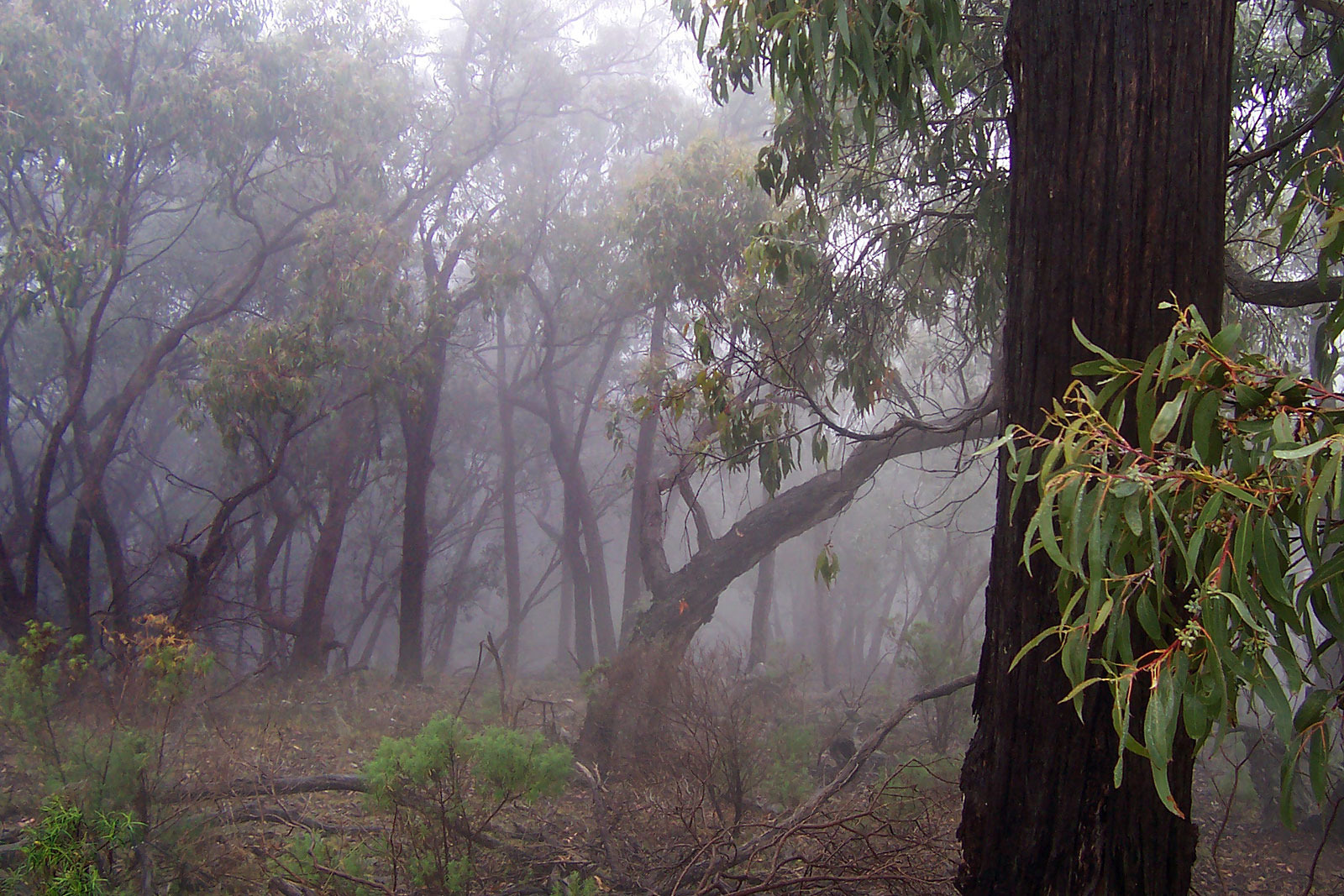
Bush australien.

- Des étés chauds et secs, voire caniculaires, des hivers assez doux et parfois humides rythment ce climat rude pour la végétation locale qui a dû s’adapter.
- On observe une pluviométrie annuelle de l’ordre de 300 à 800 mm selon la latitude et l’exposition, avec des chiffres supérieurs pour les régions montagneuses de l’arrière-pays (par exemple, plus de 1 500 mm à Tleta ktama (Maroc, Rif) ou les Cévennes : plus de 2 000 mm au mont Aigoual).
- Le climat méditerranéen est également caractérisé par des orages spontanés, diluviens, survenant la plupart du temps à la fin de l’été et durant l’automne, qui peuvent déverser une quantité très importante d’eau en très peu de temps et donc provoquer de graves inondations (de l’ordre de 400 mm voire plus : 730 mm en 24 h à Anduze (Gard) du 8 au 9 septembre 2002). Ces orages se produisent après de longues périodes de sécheresse et de canicule, quand l’eau encore chaude de la Méditerranée (21 à 26 °C) s’évapore, créant de l’air chaud et très humide entrant en conflit direct avec les premières descentes d’air froid sur l’Europe centrale. Un inévitable choc thermique se produit, propice à la formation de « super-cellules » orageuses souvent stationnaires d’où des cumuls parfois impressionnants.
- Particularité : en mer Méditerranée occidentale, le maximum pluviométrique est atteint lors de la transition été-hiver alors qu’en mer Méditerranée orientale il est plus printanier.
- L’ensoleillement est très important dans ces régions, plus de 2 500 heures par an, mais cela va de pair avec une rareté des jours de pluie, moins de 100 en général.
- La saison aride dure 3 à 4 mois en général et se situe en été.
- La température moyenne annuelle est de 15 à 20 °C. L’amplitude thermique y est de l’ordre de 12 à 15 °C, soit des gelées quasi exceptionnelles sauf dans l’immédiat arrière-pays des côtes méditerranéennes du nord et du Maghreb et les zones montagneuses de plus de 500 m environ de méditerranée orientale où il peut neiger en hiver.
- Une autre caractéristique du climat méditerranéen est la présence de vents forts et rapides tels la tramontane, le mistral, le sirocco ou encore la bora. Ce sont des vents continentaux puissants et secs qui s’abattent sur les côtes prenant de la vitesse dans le goulot d’étranglement que constitue, par exemple, la vallée du Rhône, entre le Massif Central et les Alpes, pour déclencher de violentes tempêtes sur le littoral ou en mer, renforçant la sensation de froid en hiver.

## Végétation

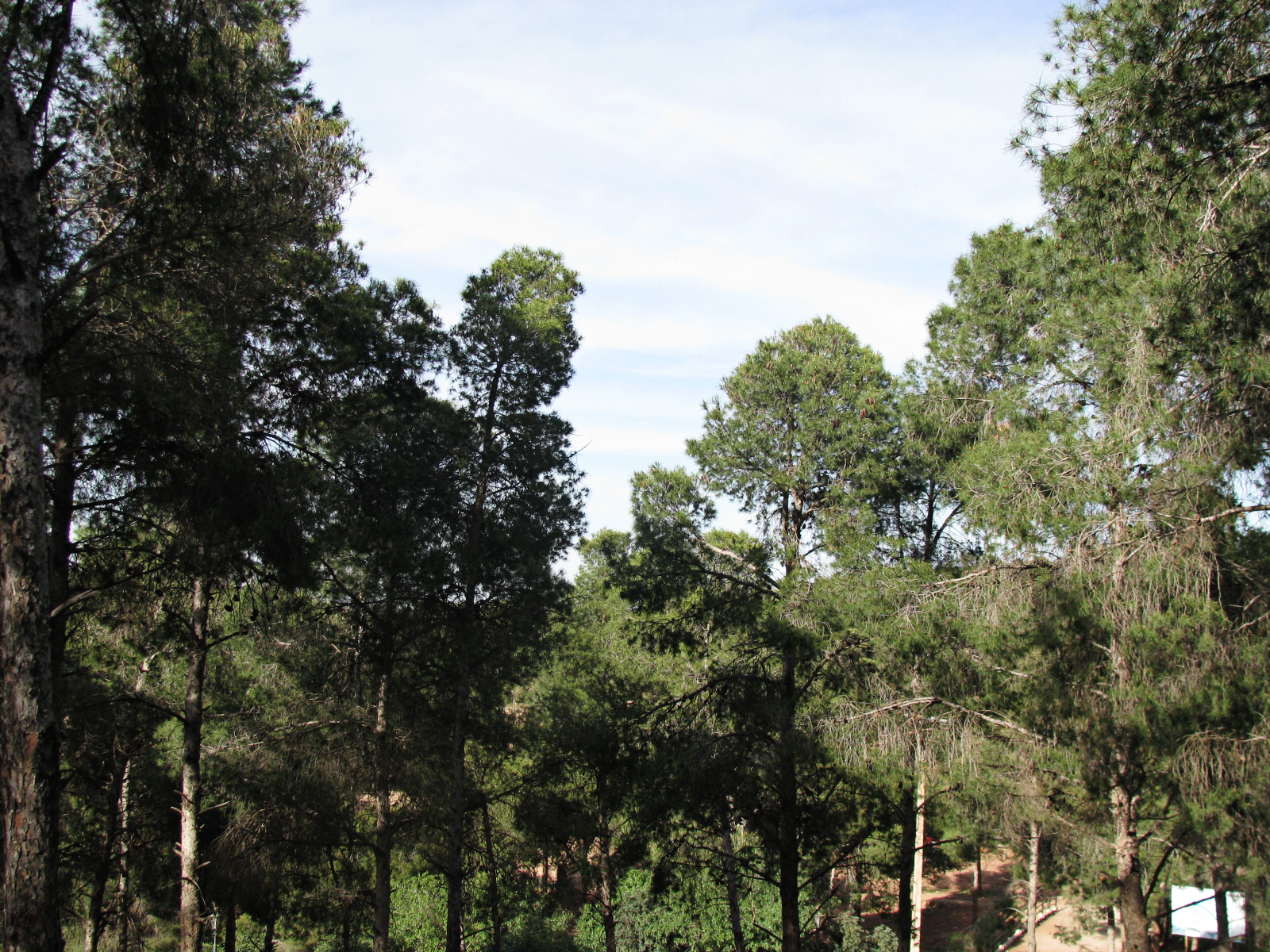
Pinède méditerranéenne à Oujda au Maroc.

La végétation méditerranéenne comporte un nombre important de plantes annuelles qui accomplissent leur cycle végétatif  souvent avant et après l’été. Les plantes de milieux pauvres en eau, également très nombreuses, se sont adaptées par la possession de réserves dans les bulbes, la limitation de la transpiration par réduction de la surface des feuilles, par des stomates qui se ferment aux heures les plus chaudes… La lignification due à la forte luminosité est très répandue. Les sols sont très souvent calcaires, de type karstiques (favorisant le ruissellement et la disparition rapide des eaux en surface d’où cet aspect souvent « aride » du paysage) qui peuvent parfois se développer sur des sols rouges riches en argile kaolinique et teintés par l’hématite, qui sont des reliques du Quaternaire où l’humidité était plus accentuée.
La forêt méditerranéenne a été très attaquée par l’homme depuis des millénaires notamment par le feu permettant la conquête de nouveaux territoires agricoles et l’élevage intensif de capridés, ainsi que par déboisement systématique (par exemple, pour la construction navale sous l'empire romain). Ainsi la « forêt originelle », plus humide, essentiellement composée de chênes blancs ne subsiste qu’en morceaux. Aujourd’hui, des chercheurs étudient la réintroduction des feuillus pour que la forêt méditerranéenne résiste mieux aux aléas (incendies, rongeurs, ...). Selon le type de végétation dominante on peut différencier :
- la forêt de chêne vert (ou Yeuse)(Quercus ilex), qui se développe sur tous les substrats pourvus qu’ils soient relativement secs. C’est une forêt de basse pente, la plupart du temps sur calcaire. Elle peut  cependant atteindre des altitudes plus élevées (au pic Saint-Loup par exemple ou encore sur les versants sud des montagnes jusqu’aux environs de 700 m). L’étage arbustif comporte des pistachiers (pistachia terebentthus et pistachia Lentiscus), le caroubier, le laurier, le sumac (rhus), la filaire (phillyrea angustifolia), le thym, le romarin, l’arbousier, le chêne kermès (quercus coccifera), le genévrier, le romarin officinal, l’érable de Montpellier, le pin d’Alep (pinus halepensis), le pin maritime (pinus pinaster), le pin parasol (pinus pinea), les cyprès, les cistes, la coronille glauque de Montpellier, la lavande (lavandula stoechas), etc.

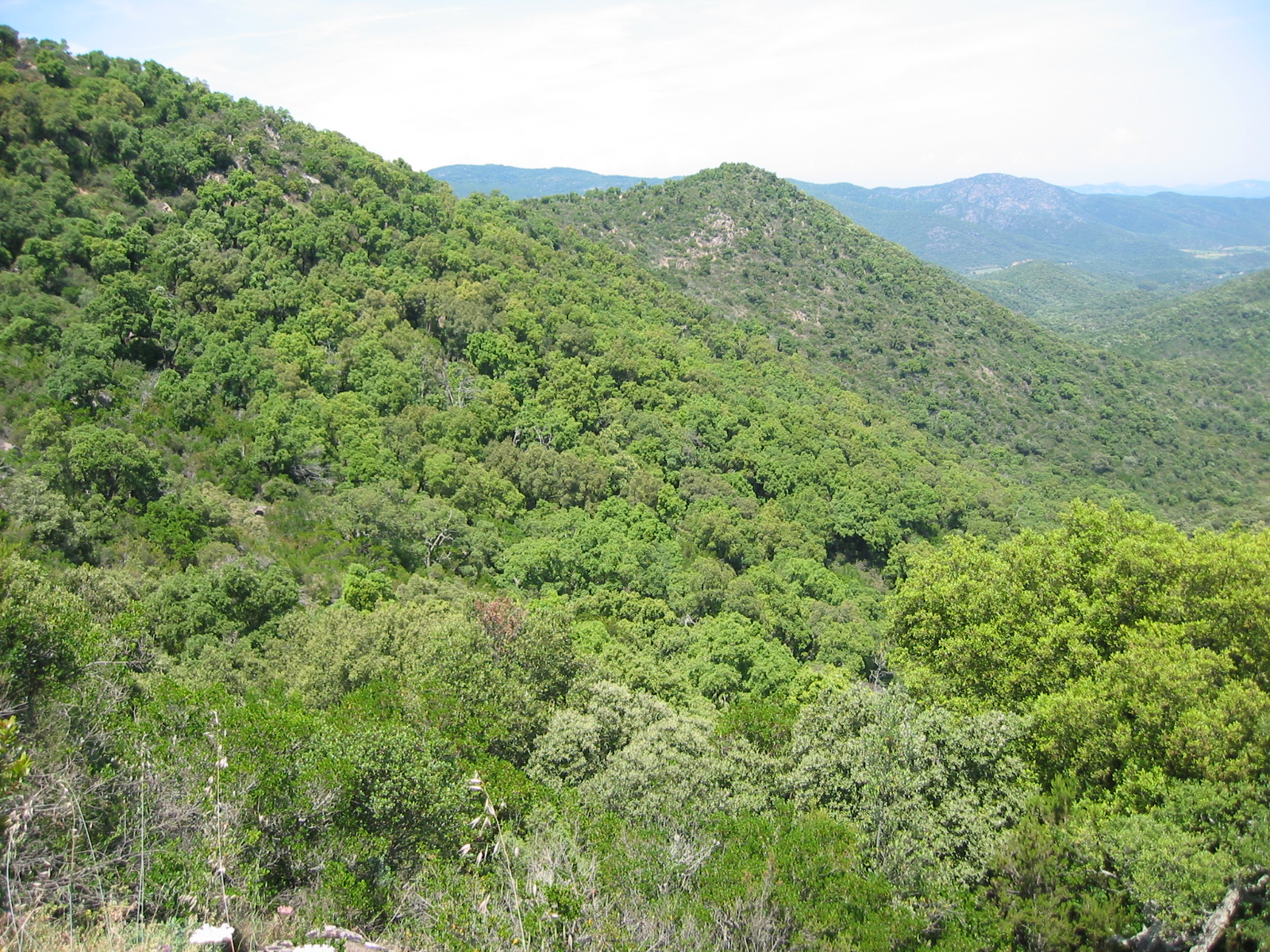
La forêt de Chêne-liège dans le Maures.

- la forêt de chêne-liège (quercus suber), sur sols siliceux et climat plus humide, souvent difficilement pénétrable comme dans le massif des Maures. L’accompagnent le pin maritime (pinus pinaster), le pin d’Alep (pinus halepensis), le pistachier (pistachia lentiscus), le myrte, des cistes, la lavande, la callune (calluna vulgaris).

Dans le milieu méditerranéen, on retrouve trois grands types de strates végétales : la strate arborescente ainsi que la strate arbustive et sous-arbustive qui ne forment qu’un ici et la strate herbacée.
Mais on a également trois grands types de formations végétales : le maquis, la garrigue et la pinède qui permettent trois organisations totalement différentes du paysage « fermés » ou « ouverts ».
Ce qui permet la différenciation de ces trois végétations est l’aridité mais surtout la nature des sols, le maquis s’établissant sur des terrains siliceux et la garrigue sur des sols plus secs et calcaires. La pinède, qui s’est considérablement développée depuis le début du XXe siècle et l’abandon des terres peut se retrouver pratiquement partout, le pin d’Alep étant, notamment, une espèce pionnière au développement rapide.

### Environnement de type maquis
Le maquis (est une forêt où les grands arbres sont absents) est la formation végétale atypique des climats méditerranéens, elle se forme sur les terrains siliceux.
On y retrouve de nombreuses variétés de plantes, qui se sont notamment acclimatées à ce milieu et qui sont donc devenues endémiques à ce dernier.
- La strate arborée (ou arborescente) est relativement riche et correspond à de grands arbres à fort recouvrement, sa cime atteint en général les 15 mètres.

Les principaux arbres qui composent cette strate sont :
- - les chênes verts principalement, ils correspondent à la végétation climacique du biome,
  - des chênes-lièges,
  - les châtaigniers,
  - on retrouve également d’autres types de chênes, des pins ainsi que des oliviers.

- La strate arbustive, relativement dense, atteint environ 4 mètres de haut et correspond au maquis proprement dit, elle est composée de nombreux buissons à feuilles épineuses ou persistantes, dont en majeure partie :
  - des bruyères arborescentes,
  - des arbousiers,
  - des éricacées.

Mais également de plus petits arbustes ou arbrisseaux tels :
- - le romarin,
  - le genévrier oxycèdre,
  - la lavande,
  - la clématite,
  - l’alaterne,
  - ainsi que différentes lianes dont la salsepareille.

### Équivalences au maquis

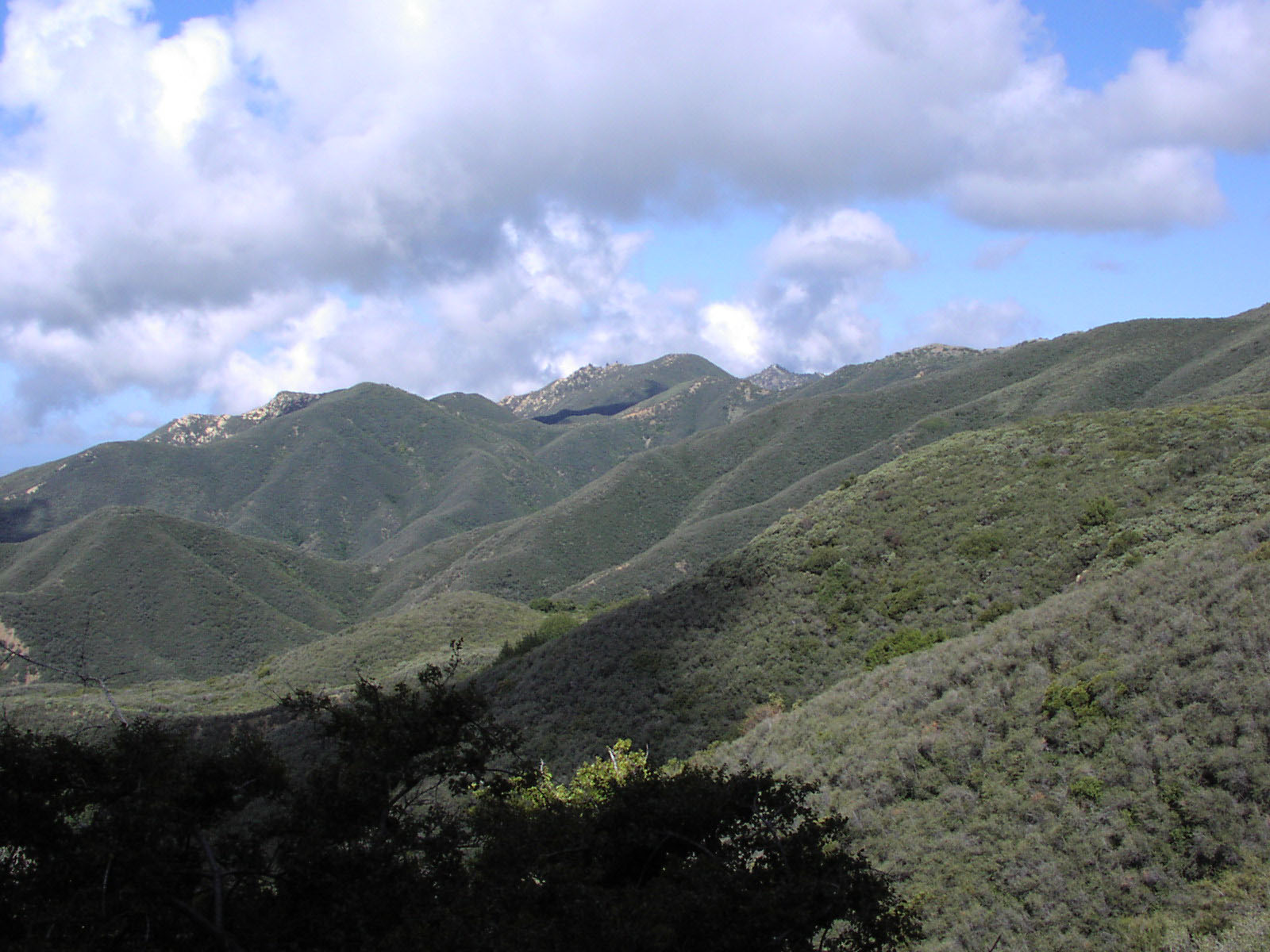
Chaparral californien.

Dans les autres régions dites de climat méditerranéen, le maquis a son équivalent local:
- En Californie, on l’appelle le biome du chaparral,
- En Australie, il est nommé mallee,
- Au Chili, matorral,
- En Afrique du Sud, il a été baptisé fynbos.

Généralement on peut y observer des plantes buissonneuses, épineuses, et odorantes qui se sont adaptées à la rigueur de ce climat, et l’on peut distinguer quelques exotismes localement :
- Au Chili, on a recensé près de 1 500 plantes endémiques à ce biome dont nombre de cactées.
- En Australie on y retrouve la flore xérique de la brousse ainsi que certaines variétés d’Eucalyptus.

### Environnement de type garrigue
La garrigue est la forme dégradée de la chênaie de Chêne vert (Quercus ilex), elle occupe les terrains calcaires et délavés et la végétation arbustive y est moins dense.
La strate arborée est en général absente, ou alors plus basse que la forêt dite du maquis.
Les plantes qui poussent dans la garrigue ont dû s’adapter au climat et aux sols secs de ces régions, les plantes les plus xériques ont donc été favorisées.
- Parmi la végétation arbustive on peut remarquer notamment :
  - le chêne kermès, de hauteur moyenne 1,5 mètre, il a pris la place des strates supérieures en général,
  - la ciste,
  - le thym,
  - le romarin ;
- La strate sous-arbustive est ici occupée par :
  - des sauges,
  - des lavandes,
  - de l’hysope,
  - des fleurs telles que le crocus, l’iris ou la tulipe.

La garrigue étant un milieu de permanente dégradation, son état final est donc la steppe.
Elle effectue la jonction entre la forêt sclérophylle et les steppes herbacées.

## Faune
- On y retrouve beaucoup d’insectes (coléoptère ténébrionide, sauterelles, grillons…)

- Les reptiles ne sont pas en marge non plus, car on peut observer de nombreuses espèces de lézards mais également des geckos et des amphibiens dont les grenouilles.

La plupart de ces petites espèces ainsi que les petits mammifères ont adopté une activité nocturne ou d’enfouissement.
- On y retrouve de nombreux oiseaux, dont nombreux qui sont devenus particuliers à ce biome.
  - On peut citer de nombreuses sortes d’aigles ainsi que de petits rapaces tels le busard et des charognards tels que le vautour ou le condor.
  - Des petits oiseaux ont également trouvé refuge dans ces régions, notamment dans le Mallee australien.

- Les mammifères ont également leurs places, différents types de rongeurs sont présents dans ce milieu, des marsupiaux tel l’opossum sont visibles au Chili et en Australie, les grands mammifères de ces régions tels l’âne, la chèvre ou le mouton sont désormais domestiques, mais on y retrouve encore des sangliers, des chacals (le chacal doré), le renard et parfois le cerf au Maroc et en Tunisie.

## Menaces
Le Comité français de l’UICN qui contribue à la mise à jour périodique de la « Liste rouge des écosystèmes en France ». 
Fin 2018, dans ce cadre l’UICN a réévalué le degré de menace pour 19|écosystèmes forestiers méditerranéens de France  : 21 % d’entre eux sont menacés et 37 % quasi menacé, en raison notamment de l’artificialisation des territoires et de l’étalement urbain, par la perte de diversité génétique et l’introduction d’espèces exotiques et à cause du dérèglement climatique qui aridifie le climat méditerranéen en augmentant le risque et la gravité des incendies. La déprise agro-pastorale modifie aussi la composition de certaines forêts.
La Pinède à Pin de Salzmann est l’écosystème forestier le plus menacées de France en raison des hybridations de ce Pin endémique au sud du pays et à l’Espagne avec d’autres pins noirs introduits dans ces régions et en raison des incendies qui ont considérablement rajeuni ces boisements.